# Garrett Serviss
Garrett Serviss, född januari 1881, död 31 december 1907 i Ithaca i New York, var en amerikansk friidrottare.
Serviss blev olympisk silvermedaljör i höjdhopp vid sommarspelen 1904 i Saint Louis.